# Politique en Centre-Val de Loire
En France, la région Centre-Val de Loire est marquée par son identité rurale mais comporte des agglomérations à forte traditions industrielles (Orléans, Tours, Bourges, Vierzon, Montargis, Dreux). Ainsi la région a toujours oscillé entre un certain conservatisme et des influences révolutionnaires, l'ancrant tantôt à droite, tantôt à gauche, mais la situant également dans une certaine modération, ces forces contraires s'équilibrant.
Du fait de sa situation géographique, la région Centre-Val de Loire est à la croisée de plusieurs influences traditionnelles. Elle est à la fois démocrate-chrétienne comme peut l'être le grand Ouest (en particulier en Indre-et-Loire et dans le Loir-et-Cher), conservatrice comme les départements riches de l'Île-de-France (comme c'est le cas dans le Loiret) et socialiste et communiste comme les régions du Massif central (Indre et Cher). Le niveau d'analyse de la situation politique régionale le plus pertinent demeure donc le département.
| Élection / collectivité                   | Droite                                        | Gauche                      |
| ----------------------------------------- | --------------------------------------------- | --------------------------- |
| Élection présidentielle de 2012 (2e tour) | 50,56 % (Nicolas Sarkozy)                     | 49,44 % (François Hollande) |
| Conseil régional                          | 20 (UMP-UDF), 9 (FN)                          | 48 (PS-PCF-PRG-EELV)        |
| Conseils généraux                         | 4 (Eure-et-Loir, Indre, Loir-et-Cher, Loiret) | 2 (Cher, Indre-et-Loire)    |
| Députés                                   | 12 (UMP), 2 (NC)                              | '8' (PS), '1' (PCF)         |
| Sénateurs                                 | 11 (UMP, NC) 1 (MoDem)                        | 2 (PS), 1 (PCF)             |
| Villes chefs-lieux de département         | 4 (Bourges, Chartres, Châteauroux, Orléans)   | 2 (Blois, Tours)            |

## Les situations politiques départementales

### Panorama des départements
- Le Loiret est un département très conservateur, dont l'ensemble des députés est traditionnellement de droite, tout comme le conseil général très majoritairement à droite. À l'exception de Montargis, communiste jusqu'en 2001, ou de Fleury-les-Aubrais (agglomération d'Orléans) qui l'a été jusqu'en 1995. Orléans est une ville quant à elle plutôt conservatrice, mais qui a toujours choisi des maires plutôt centristes, de gauche ou de droite. Le maire actuel Serge Grouard (UMP), élu en 2001, et son prédécesseur Jean-Pierre Sueur (PS) apparaissent cependant plus clairement engagés respectivement à droite et à gauche. En 2002, le département du Loiret a placé Jean-Marie Le Pen presque à égalité avec Jacques Chirac au 1er tour de l'élection présidentielle, avec chacun un peu plus de 19 % des suffrages.
- L'Indre-et-Loire est un département plus nuancé, longtemps à dominante démocrate-chrétienne et conservatrice (en particulier Jean Royer qui a fortement marqué la ville de Tours par ses mandats successifs). Avec l'élection de Jean Germain (PS) en 1995 à la tête de la ville, le département entame une évolution vers la gauche. Marqué par les succès de Marisol Touraine aux élections législatives de 1997 et 2007 et de Jean-Patrick Gille en 2007, le département confirme cette évolution avec le basculement du conseil général en 2008, sous la présidence de Claude Roiron. À noter la ville de Saint-Pierre-des-Corps, bastion communiste au sein de l'agglomération tourangelle, dont le maire, Marie-France Beaufils est également sénateur.
- L’Eure-et-Loir est un département très marqué par sa vocation agricole (Beauce) et qui possède une tradition radicale-socialiste très ancrée. Particulièrement à Chartres (pourtant l'une des villes les plus riches de la région) qui a été socialiste de 1977 à 2001 avec à sa tête Georges Lemoine. Châteaudun, quant à elle, qui était dirigée par un communiste a élu en 1983 RPR, Alain Venot, qui est resté le premier magistrat de la commune jusqu'en 2008, avant d'être battu par un maire divers-droite. Dreux, ville industrielle sera ancrée à gauche pendant une bonne partie du XXe siècle, avec à sa tête Maurice Viollette. Au début des années 1980, elle bascule cependant elle aussi à droite. Elle sera le "théâtre" de la naissance d'une extrême-droite forte avec l'accession de Jean-Pierre Stirbois (FN) au sein de l'équipe municipale de Dreux, sous le premier mandat du maire RPR Jean Hieaux. Il s'est agi de la première victoire électorale du Front national en France. Elle a marqué les esprits, mais depuis le départ de Marie-France Stirbois pour la ville de Nice à la fin des années 1990, et son décès en avril 2006, on peut considérer que le Front national n'est plus un acteur important de la vie politique départementale. En 2008, le Front national n'est d'ailleurs pas en mesure de présenter une liste aux élections municipales de Dreux. Le conseil général quant à lui, sera à gauche jusqu'en 1986, sous la présidence de Robert Huwart. Depuis, sous la présidence de Martial Taugourdeau (RPR) puis à son décès en 2001 d'Albéric de Montgolfier, le conseil général est dirigé par une majorité de droite et centre droit (élargie au centre gauche) et pratique cependant une politique sociale forte (14e département français pour la dépense sociale par habitant).
- Le Loir-et-Cher est le département modéré par excellence, très ancré au centre droit de l'échiquier politique. Après les deux mandats de Jack Lang à la tête de la ville de Blois, le département a été l'un des principaux bastions nationaux de l'ancienne UDF, représentée de 2001 à 2008 par (Nicolas Perruchot) à la mairie de Blois. Mais aussi avec deux députés sur trois (Nicolas Perruchot et Maurice Leroy) et les deux sénateurs du département (Jacqueline Gourault et Pierre Fauchon). L'UDF contrôle également le conseil général avec l'élection à sa présidence de Maurice Leroy en 2004. À la suite des élections municipales et cantonales de 2008, les héritiers de l'UDF perdent la ville de Blois au profit du PS. Seule Jacqueline Gourault adhère au MoDem, Nicolas Perruchot, Pierre Fauchon et Maurice Leroy étant devenus membres du Nouveau Centre en 2007.
- Le Cher est l'un des deux départements de la région dont le conseil général est dirigé par une majorité de gauche (depuis les élections de 2004). Le Cher a connu une très forte présence du Parti communiste français, notamment dans les bassins de Bourges et Vierzon. Aujourd'hui, une seule circonscription, sur les trois que compte le département, reste contrôlée par le parti avec Jean-Claude Sandrier. Les deux autres circonscriptions le sont par l'UMP. La ville de Vierzon, dirigée par une coalition allant de la droite au centre gauche depuis la fin des années 1980 a été regagnée par le parti communiste en 2008. Bourges, quant à elle, gagnée par Serge Lepeltier en 1995 sur le parti communiste, reste ancrée à droite avec sa réélection au 1er tour en 2001 et 2008. Le Cher-Nord reste très fortement ancré à droite, tout comme le sud du département, autour de Saint-Amand-Montrond, dont Maurice Papon fut le maire jusqu'au début des années 1980.
- L'Indre est quant à lui un département plutôt ancré à gauche en raison du poids démographique de Châteauroux et des zones rurales de la Champagne berrichonne, traditionnellement favorable à la gauche. Cependant, la droite a gagné Châteauroux en 2001 et l'a conservé en 2008. Le conseil général est également majoritairement à droite.

### Les principales villes
Tours, dirigée par Serge Babary (UMP) depuis 2014, et de Blois, dirigée par Marc Gricourt depuis 2008, sont les deux seules villes-préfectures de la région acquises à la gauche. L'UMP dirige les quatre autres. Bourges, remportée en 1995, est restée à droite en 2001 et 2008 avec la réélection au premier tour de Serge Lepeltier. Orléans est passée à droite en 2001 avec Serge Grouard, tout comme Chartres et Châteauroux dont les maires ont été réélus en 2008.

## Aux élections nationales

### Du point de vue des élections législatives

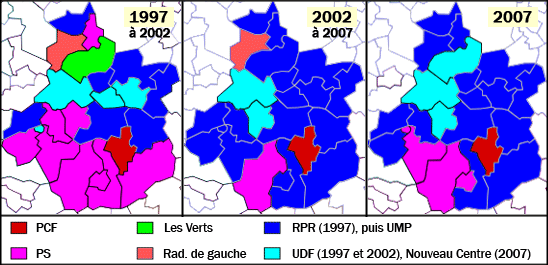
Répartition politique des circonscriptions législatives de la région Centre (1997-2007)

La région marque de ce point de vue son ancrage conservateur.
- 1997-2002

En 1997, la droite connaît un net recul en région Centre. Traditionnellement ancré à droite, seul le département du Loiret conserve 5 députés (3 RPR et 2 UDF) sur 5 à l'ancienne majorité. Le président du conseil régional, Maurice Dousset, perd sa circonscription en Eure-et-Loir, au profit de la députée Verts, Marie-Hélène Aubert. L'Indre voit ses trois circonscriptions passer à gauche. Cela dit, le rapport de force, malgré la forte vague en faveur de la gauche plurielle, reste relativement équilibré. Au niveau régional, la gauche détient 12 sièges contre 11 à l'ancienne majorité.
- 2002-2007

Durant cette législature, la région ne compte que trois députés de gauche sur 23. Un communiste dans le Cher, un socialiste dans l'Indre et un radical de gauche en Eure-et-Loir (à la suite d'une élection partielle). L'UDF est présente dans le Loir-et-Cher où détient deux circonscriptions.
Cette situation, bien qu'un peu caricaturale, est tout de même signifiante, la région ayant toujours plus "versé" dans les "vagues bleues" que dans les "vagues roses" auxquelles elle a toujours quelque peu résisté.
- 2007-2012

À l'occasion du renouvellement de 2007, la région connaît un rééquilibrage relatif, avec l'élection de 5 députés de gauche (+2) et 3 députés centristes (+1) sur 23.
En Indre-et-Loire, la gauche gagne avec Marisol Touraine et Jean-Patrick Gille deux circonscriptions précédemment détenues par les UMP Jean-Jacques Descamps et Renaud Donnedieu de Vabres.
Elle gagne également une circonscription dans l'Indre avec l'élection de Michel Sapin dans la 1re.
Elle perd cependant la 3e circonscription d'Eure-et-Loir avec l'élection de Laure de La Raudière, qui bat le député PRG sortant François Huwart. Cependant, à la suite de l'annulation de l'élection de Jean-Pierre Gorges, la gauche remporte provisoirement la 1re circonscription d'Eure-et-Loir en janvier 2008 avec l'élection de la socialiste Françoise Vallet. Une élection annulée à son tour en juin 2008, Jean-Pierre Gorges retrouvant son siège lors de l'élection partielle qui s'ensuivit en septembre 2008.
La 2e circonscription du Cher, voit la réélection du député communiste Jean-Claude Sandrier.
La droite conserve la totalité des circonscriptions dans le Loiret et le département de Loir-et-Cher (dont 2 députés Nouveau Centre : Maurice Leroy et Nicolas Perruchot).
Le centre est également représenté en Eure-et-Loir avec l'élection de Philippe Vigier sur la 4e circonscription d'Eure-et-Loir, qui succède à l'UMP Alain Venot (qui ne se représentait pas).

### Élection présidentielle
- 2007

L'élection présidentielle de 2007 semble confirmer l'ancrage à droite de la région Centre avec un score du candidat de l'UMP, sensiblement supérieur au résultat national. Seul le département de l'Indre donne une courte majorité (50,17 %) à Ségolène Royal au second tour. Le score de François Bayrou, dans la moyenne nationale, peut avoir une résonance particulière dans une région qui compte l'un des fiefs de l'UDF avec le Loir-et-Cher. Au premier tour il est remarquable que le candidat du Front national réalise un score dans la logique de celui qu'il a obtenu au niveau national. Cela confirme que l'ancrage de son parti dans la région et en particulier dans le Loiret et en Eure-et-Loir, devient très marginal.
Résultats au 2e tour
- Inscrits : 1 781 451
- Votants : 1 517 516 / 85,18 %
- Exprimés : 1 446 746 / 81,21 %
- Abstention : 263 935 / 14,82 %
- Ségolène Royal : 650 786 / 44,98 %
- Nicolas Sarkozy : 795 960 / 55,02 %
  - Cher : NS 51,39 % / SR 48,61 %
  - Eure-et-Loir : NS 58,16 % / SR: 41,84 %
  - Indre : SR 50,17 % / NS 49,83 %
  - Indre-et-Loire : NS 52,69 % / SR 47,31 %
  - Loir-et-Cher : NS 55,92 % / SR 44,08 %
  - Loiret : NS 58,55 % / SR 41,45 %

NS : Nicolas Sarkozy ; SR : Ségolène Royal
Résultats au 1er tour
- Olivier Besancenot : 65 347 / 4,41 %
- Marie-George Buffet : 30 003 / 2,02 %
- Gérard Schivardi : 5 696 / 0,38 %
- François Bayrou : 278 177 / 18,76 %
- José Bové : 17 395 / 1,17 %
- Dominique Voynet : 22 655 / 1,53 %
- Philippe de Villiers : 45 720 / 3,08 %
- Ségolène Royal : 345 354 / 23,29 %
- Frédéric Nihous : 20 567 / 1,39 %
- Jean-Marie Le Pen : 168 912 / 11,39 %
- Arlette Laguiller : 22 279 / 1,50 %
- Nicolas Sarkozy : 460 429 / 31,06 %

## Le conseil régional
- Depuis la première élection en 1986 jusqu'en 1998, le conseil régional est resté majoritairement à droite, sous la présidence de l'UDF eurélien Maurice Dousset, avec une présence relativement forte du Front national. La région est cogérée avec le RPR dont la personnalité politique la plus influente est Paul Masson, sénateur du Loiret.
- En 1998, la région bascule à gauche avec un seul siège d'avance. De cette situation nait une alliance éphémère entre la droite et le Front national autour de Bernard Harang (Démocratie libérale). Cette alliance est soutenue par DL et le RPR, dont le leader Yves Fromion démissionnera de son mandat en raison de son désaccord avec les directives nationales de son parti (interdiction des alliances). L'UDF, menée par Renaud Donnedieu de Vabres, s'oppose majoritairement à l'alliance, l'un de ses membres allant jusqu’à communiquer à la presse les noms des négociateurs de l'accord avec le Front national. Bernard Harang démissionne quelques jours après son élection sous la pression des appareils politiques nationaux et de fortes manifestations, notamment à Orléans.
  - Lui succède logiquement Michel Sapin tête de liste (PS), maire d'Argenton-sur-Creuse (Indre), ancien ministre, qui reste président jusqu'en avril 2000, date à laquelle il rejoint le Gouvernement de Lionel Jospin comme ministre de la Fonction publique. Il abandonne à l'occasion son mandat de conseiller régional, mais conserve celui de conseiller général afin de ne pas faire perdre son canton à la gauche.
  - Est alors élu président Alain Rafesthain, élu peu connu du Cher, maire de Fussy qui restera en place jusqu'aux élections de 2004.
- En 2004, le conseil régional reste à gauche avec le retour de Michel Sapin à sa tête. Parallèlement, Alain Rafesthain devient président du conseil général du Cher, qui vient de passer à gauche et est alors l'unique département de la région contrôlé par le PS et ses alliés. En juillet 2007, Michel Sapin démissionne de la Présidence du Conseil régional pour cause de cumul des mandats (à la suite de son élection à l'Assemblée nationale). 
  - Pour lui succéder, la majorité régionale désigne François Bonneau (PS), conseiller municipal de Montargis, qui était jusque-là responsable des lycées au sein de l'exécutif régional.